# Lista de episódios de Vinland Saga

Logo da série

Esta é a lista de episódios de Vinland Saga, um anime baseado no mangá de mesmo nome escrito e ilustrado por Makoto Yukimura entre 2005 e 2025. A história segue a vida de Thorfinn, um jovem islandês do século XI que se envolve com os vikings após a morte de seu pai, acompanhando sua transição de um adolescente sanguinário com desejo de vingança para um jovem pacifista. A Twin Engine anunciou em 19 de março de 2018 que o mangá receberia uma adaptação para a televisão animada pelo Wit Studio. A série foi dirigida por Shūhei Yabuta, enquanto Hiroshi Seko serviu como o roteirista, Takahiko Abiru como o projetista dos personagens e Yutaka Yamada como o compositor musical.
Exibido na NHK General TV, a primeira temporada do anime teve 24 episódios e foi ao ar entre 7 de julho de 2019 (com os três primeiros episódios) e 29 de dezembro de 2019. Foi transmitida internacionalmente pela Amazon através de seu serviço Prime Video. Em 7 de julho de 2021, a Twin Engine anunciou que uma segunda temporada estava em produção. Shūhei Yabuta retornou como diretor e Takahiko Abiru retornou como projetista de personagens. Em 5 de maio de 2022, foi revelado que o estúdio MAPPA assumiria a produção. Também com 24 episódios, ela foi exibida de 10 de janeiro a 20 de junho de 2023 na  Tokyo MX, BS11 e GBS. Também foi exibida globalmente pelo Netflix (exceto na China) e Crunchyroll (exceto na Ásia).
O primeiro tema de abertura da primeira temporada é "Mukanjyo" da banda Survive Said the Prophet, enquanto a primeira canção de encerramento é "Torches" de Aimer. O segundo tema de abertura é "Dark Crow" da banda Man with a Mission, enquanto o segundo tema de encerramento é "Drown" de milet. Para a segunda temporada, "River" da cantora Anonymouz serviu como o primeiro tema de abertura e "Without Love" de LMYK foi usado como tema de encerramento. Elas são substituídas por "Paradox" da Survive Said the Prophet na abertura e "Ember" de haju:harmonics no encerramento.

## Resumo da série
| Temporada | Temporada | Episódios | Episódios | Originalmente exibido | Originalmente exibido  |
| Temporada | Temporada | Episódios | Episódios | Estreia da temporada  | Final da temporada     |
| --------- | --------- | --------- | --------- | --------------------- | ---------------------- |
|           | 1         | 24        | 24        | 7 de julho de 2019    | 29 de dezembro de 2019 |
|           | 2         | 24        | 24        | 10 de janeiro de 2023 | 20 de junho de 2023    |

## Lista de episódios

### 1.ª temporada (2019)
| Nº geral | Nº temp. | Título                                                                                                 | Dirigido por                                        | Escrito por               | Exibição original      |
| -------- | -------- | --- | --------------------------------------------------- | ------------------------- | ---------------------- |
| 1        | 1        | "Qualquer Lugar, Menos Aqui" Transliteração: "Koko de wa Nai Dokoka" (em japonês: ここではないどこか)  | Shūhei Yabuta                                       | Hiroshi Seko              | 7 de julho de 2019     |
| 2        | 2        | "Espada" Transliteração: "Ken" (em japonês: 剣)                                                        | Yōji Satō                                           | Hiroshi Seko              | 7 de julho de 2019     |
| 3        | 3        | "Troll" Transliteração: "Tororu" (em japonês: 戦鬼)                                                    | Yōsuke Yamamoto                                     | Hiroshi Seko              | 7 de julho de 2019     |
| 4        | 4        | "Um Guerreiro de Verdade" Transliteração: "Hontō no Senshi" (em japonês: 本当の戦士)                   | Michiru Itabisashi                                  | Hiroshi Seko              | 28 de julho de 2019    |
| 5        | 5        | "O Filho do Troll" Transliteração: "Tororu no Ko" (em japonês: 戦鬼の子)                               | Tomoko Hiramuki, Yōji Satō                          | Kenta Ihara, Hiroshi Seko | 4 de agosto de 2019    |
| 6        | 6        | "Começa a Jornada" Transliteração: "Tabi no Hajimari" (em japonês: 旅の始まり)                         | Yōsuke Yamamoto                                     | Kenta Ihara, Hiroshi Seko | 11 de agosto de 2019   |
| 7        | 7        | "Os Normandos" Transliteração: "Norumanni" (em japonês: 北人)                                          | Shingo Uchida                                       | Kenta Ihara, Hiroshi Seko | 18 de agosto de 2019   |
| 8        | 8        | "Além do Fim do Mar" Transliteração: "Umi no Hate no Hate" (em japonês: 海の果ての果て)                | Tomoaki Koshida                                     | Kenta Ihara, Hiroshi Seko | 25 de agosto de 2019   |
| 9        | 9        | "A Batalha da Ponte de Londres" Transliteração: "Rondon-bashi no Shitō" (em japonês: ロンドン橋の死闘) | Michiru Itabisashi                                  | Kenta Ihara, Hiroshi Seko | 1 de setembro de 2019  |
| 10       | 10       | "Ragnarok" Transliteração: "Ragunaroku" (em japonês: ラグナロク)                                       | Yūsuke Sunouchi, Aiko Sakuraba                      | Kenta Ihara, Hiroshi Seko | 15 de setembro de 2019 |
| 11       | 11       | "Aposta" Transliteração: "Kake" (em japonês: 賭け)                                                     | Shigatsu Yoshikawa                                  | Kenta Ihara, Hiroshi Seko | 22 de setembro de 2019 |
| 12       | 12       | "A Terra da Margem Oposta" Transliteração: "Taigan no Kuni" (em japonês: 対岸の国)                     | Yōji Satō                                           | Kenta Ihara, Hiroshi Seko | 29 de setembro de 2019 |
| 13       | 13       | "Filho de Herói" Transliteração: "Eiyū no Ko" (em japonês: 英雄の子)                                   | Yōsuke Yamamoto                                     | Kenta Ihara, Hiroshi Seko | 6 de outubro de 2019   |
| 14       | 14       | "Alvorada" Transliteração: "Gyōkō" (em japonês: 暁光)                                                  | Atsushi Kobayashi                                   | Kenta Ihara, Hiroshi Seko | 13 de outubro de 2019  |
| 15       | 15       | "Depois de Yule" Transliteração: "Yuru no Ato" (em japonês: 冬至祭のあと)                              | Michiru Itabisashi                                  | Kenta Ihara, Hiroshi Seko | 20 de outubro de 2019  |
| 16       | 16       | "História das Bestas" Transliteração: "Kedamono no Rekishi" (em japonês: ケダモノの歴史)               | Takashi Andō                                        | Kenta Ihara, Hiroshi Seko | 27 de outubro de 2019  |
| 17       | 17       | "O Servo" Transliteração: "Tsukaeshi Mono" (em japonês: 仕えし者)                                      | Daisuke Kurose, Michiru Itabisashi, Yōsuke Yamamoto | Kenta Ihara, Hiroshi Seko | 3 de novembro de 2019  |
| 18       | 18       | "Fora do Berço" Transliteração: "Yurikago no Soto" (em japonês: ゆりかごの外)                          | Shūjirō Ami, Atsushi Kobayashi                      | Kenta Ihara, Hiroshi Seko | 17 de novembro de 2019 |
| 19       | 19       | "Uma Frente Unida" Transliteração: "Kyōtō" (em japonês: 共闘)                                          | Yōji Satō, Michiru Itabisashi                       | Kenta Ihara, Hiroshi Seko | 24 de novembro de 2019 |
| 20       | 20       | "A Coroa" Transliteração: "Ōkan" (em japonês: 王冠)                                                    | Michiru Itabisashi                                  | Kenta Ihara, Hiroshi Seko | 1 de dezembro de 2019  |
| 21       | 21       | "Reencontro" Transliteração: "Saikai" (em japonês: 再会)                                               | Yūsuke Sunouchi                                     | Kenta Ihara, Hiroshi Seko | 8 de dezembro de 2019  |
| 22       | 22       | "Lobo Solitário" Transliteração: "Korō" (em japonês: 孤狼)                                             | Yasuo Ejima                                         | Kenta Ihara, Hiroshi Seko | 15 de dezembro de 2019 |
| 23       | 23       | "Erro de Cálculo" Transliteração: "Gosan" (em japonês: 誤算)                                           | Yōsuke Yamamoto                                     | Kenta Ihara, Hiroshi Seko | 22 de dezembro de 2019 |
| 24       | 24       | "Fim do Prólogo" "End of the Prologue"                                                                 | Tadahito Matsubayashi, Shūhei Yabuta                | Kenta Ihara, Hiroshi Seko | 29 de dezembro de 2019 |

### 2.ª temporada (2023)
| Nº geral | Nº temp. | Título | Dirigido por                    | Escrito por  | Exibição original       |
| -------- | -------- | --- | ------------------------------- | ------------ | ----------------------- |
| 25       | 1        | "Escravo" Transliteração: "Dorei" (em japonês: 奴隷)                                                      | Nobuyoshi Arai, Yōsuke Yamamoto | Hiroshi Seko | 10 de janeiro de 2023   |
| 26       | 2        | "A Fazenda de Ketil" Transliteração: "Ketiru no Nōjō" (em japonês: ケティルの農場)                        | Michiru Itabisashi              | Hiroshi Seko | 17 de janeiro de 2023   |
| 27       | 3        | "Cobra" Transliteração: "Hebi" (em japonês: 蛇)                                                           | Yōji Satō                       | Hiroshi Seko | 24 de janeiro de 2023   |
| 28       | 4        | "Despertar" Transliteração: "Mezame" (em japonês: 目覚め)                                                 | Yōji Satō                       | Hiroshi Seko | 31 de janeiro de 2023   |
| 29       | 5        | "Caminho de Sangue" Transliteração: "Chi no Michi" (em japonês: 血の道)                                   | Shigeru Fukase                  | Hiroshi Seko | 7 de fevereiro de 2023  |
| 30       | 6        | "Queremos um Cavalo" Transliteração: "Uma ga Hoshii" (em japonês: 馬が欲しい)                             | Kento Matsui                    | Hiroshi Seko | 14 de fevereiro de 2023 |
| 31       | 7        | "Ketil Punho de Ferro" Transliteração: "Tekken Ketiru" (em japonês: 鉄拳ケティル)                         | Michiru Itabisashi              | Hiroshi Seko | 21 de fevereiro de 2023 |
| 32       | 8        | "Homem Vazio" Transliteração: "Karappo na Otoko" (em japonês: カラッポな男)                               | Tadahito Matsubayashi           | Hiroshi Seko | 28 de fevereiro de 2023 |
| 33       | 9        | "Juramento" Transliteração: "Chikai" (em japonês: 誓い)                                                   | Tadahito Matsubayashi           | Hiroshi Seko | 7 de março de 2023      |
| 34       | 10       | "Pescoço Amaldiçoado" Transliteração: "Noroi no Kubi" (em japonês: 呪いの首)                              | Takahiro Kaneko                 | Hiroshi Seko | 14 de março de 2023     |
| 35       | 11       | "Reis e Espadas" Transliteração: "Ō to Ken" (em japonês: 王と剣)                                          | Yoho Ishikawa                   | Hiroshi Seko | 21 de março de 2023     |
| 36       | 12       | "Pelo Amor Perdido" Transliteração: "Ushinawareta Ai no Tame ni" (em japonês: 失われた愛のために)         | Hiromi Nishiyama                | Hiroshi Seko | 28 de março de 2023     |
| 37       | 13       | "Nuvens Negras" Transliteração: "An'un" (em japonês: 暗雲)                                                | Kōki Aoshima                    | Hiroshi Seko | 4 de abril de 2023      |
| 38       | 14       | "Liberdade" Transliteração: "Jiyū" (em japonês: 自由)                                                     | Yōji Satō                       | Hiroshi Seko | 11 de abril de 2023     |
| 39       | 15       | "Tempestade" Transliteração: "Arashi" (em japonês: 嵐)                                                    | Takuya Igarashi                 | Hiroshi Seko | 18 de abril de 2023     |
| 40       | 16       | "Causa" Transliteração: "Taigi" (em japonês: 大義)                                                        | Tadahito Matsubayashi           | Hiroshi Seko | 25 de abril de 2023     |
| 41       | 17       | "Caminho para Casa" Transliteração: "Ieji" (em japonês: 家路)                                             | Shingo Uchida, Yoho Ishikawa    | Hiroshi Seko | 2 de maio de 2023       |
| 42       | 18       | "O Primeiro Método" Transliteração: "Saisho no Shudan" (em japonês: 最初の手段)                           | Yousuke Yamamoto                | Hiroshi Seko | 9 de maio de 2023       |
| 43       | 19       | "A Batalha da Fazenda de Ketil" Transliteração: "Ketiru Nōjō no Tatakai" (em japonês: ケティル農場の戦い) | Takashi Ishida                  | Hiroshi Seko | 16 de maio de 2023      |
| 44       | 20       | "Dor" Transliteração: "Itami" (em japonês: 痛み)                                                          | Aki Aoshima                     | Hiroshi Seko | 23 de maio de 2023      |
| 45       | 21       | "Coragem" Transliteração: "Yūki" (em japonês: 勇気)                                                       | Tarou Kubo, Tomoko Hiramuki     | Hiroshi Seko | 30 de maio de 2023      |
| 46       | 22       | "O Monarca da Rebelião" Transliteração: "Hangyaku no Teiō" (em japonês: 叛逆の帝王)                       | Yoji Sato                       | Hiroshi Seko | 6 de junho de 2023      |
| 47       | 23       | "Dois Caminhos" Transliteração: "Futatsu no Michi" (em japonês: ふたつの道)                               | Yoho Ishikawa                   | Hiroshi Seko | 13 de junho de 2023     |
| 48       | 24       | "Terra Natal" Transliteração: "Kokyō" (em japonês: 故郷)                                                  | Kento Matsui                    | Hiroshi Seko | 20 de junho de 2023     |

## Lançamentos emhome video

### Em japonês
| Volume        | Volume        | Episódios               | Data de lançamento     | Ref.          |               |               |
| 1.ª temporada | 1.ª temporada | 1.ª temporada           | 1.ª temporada          | 1.ª temporada | 1.ª temporada | 1.ª temporada |
| ------------- | ------------- | ----------------------- | ---------------------- | ------------- | ------------- | ------------- |
|               | 1             | 1–6                     | 25 de dezembro de 2019 | [ 29 ]        |               |               |
| 2             | 7–12          | 22 de janeiro de 2020   | [ 30 ]                 |               |               |               |
| 3             | 13–18         | 19 de fevereiro de 2020 | [ 31 ]                 |               |               |               |
| 4             | 19–24         | 25 de março de 2020     | [ 32 ]                 |               |               |               |
| 2.ª temporada |               |                         |                        |               |               |               |
|               | 1             | 25–36                   | 21 de junho de 2023    | [ 33 ]        |               |               |
| 2             | 37–48         | 23 de agosto de 2023    | [ 34 ]                 |               |               |               |